# Alfons König
Pour les articles homonymes, voir König.
Alfons König, né le 29 décembre 1898 à Munich et mort au combat le 8 juillet 1944, est un militaire allemand ayant servi en tant qu'officier dans l'infanterie durant la Seconde Guerre mondiale.
Il a été décoré de la croix de chevalier de la croix de fer avec feuilles de chêne et glaives.

## Distinctions
- Croix de fer (1914)
  - 2e classe
  - 1re classe
- Croix d'honneur
- Croix de fer (1939)
  - 2e classe le 12 juin 1940[1]
  - 1re classe le 22 juin 1940[1]
- Insigne de combat d'infanterie
- Médaille du Front de l'Est
- Croix de chevalier de la croix de fer avec feuilles de chêne et glaives
  - Croix de chevalier de la croix de fer le 21 décembre 1940, en tant que Oberleutnant de réserve et chef du 6./Infanterie-Regiment 199[2],[3]
  - 194e feuilles de chêne le 21 février 1943, en tant que Hauptmann de réserve et commandant du III./Grenadier-Regiment 217[3],[4]
  - 70e glaives le 9 juin 1944, en tant que Oberstleutnant de réserve et commandant du Grenadier-Regiment 199 "List"[3],[5]